# Закатна машина

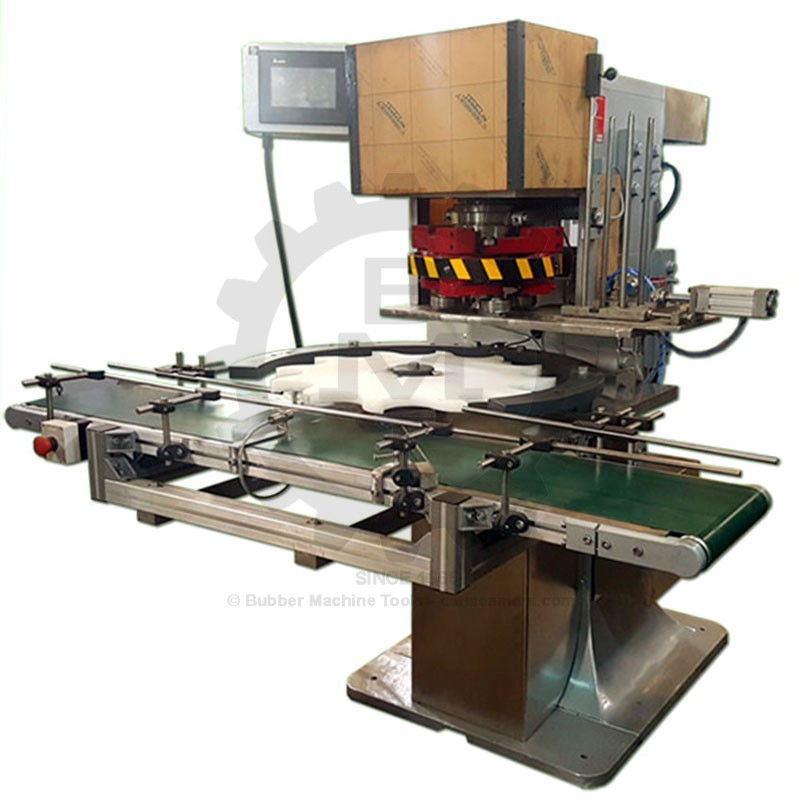
Автоматична закатна машина

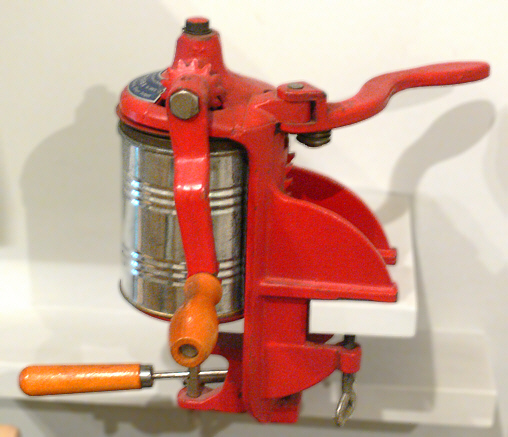
Машина для ручного закатування

Закатна машина — машина для закатки (закупорки) бляшаних і скляних консервних банок. Основна частина такої машини — спеціальний закатний механізм, що обертає закатні ролики навколо банки з кришкою.
Розрізняють:
- вакуумні та безвакуумні;
- одно- та багатошпиндельні;
- автоматичні та напівавтоматичні.

Протягом хвилини автоматична закатна машина обробляє 300—500 бляшаних або 80-200 скляних банок.